# Vip Style

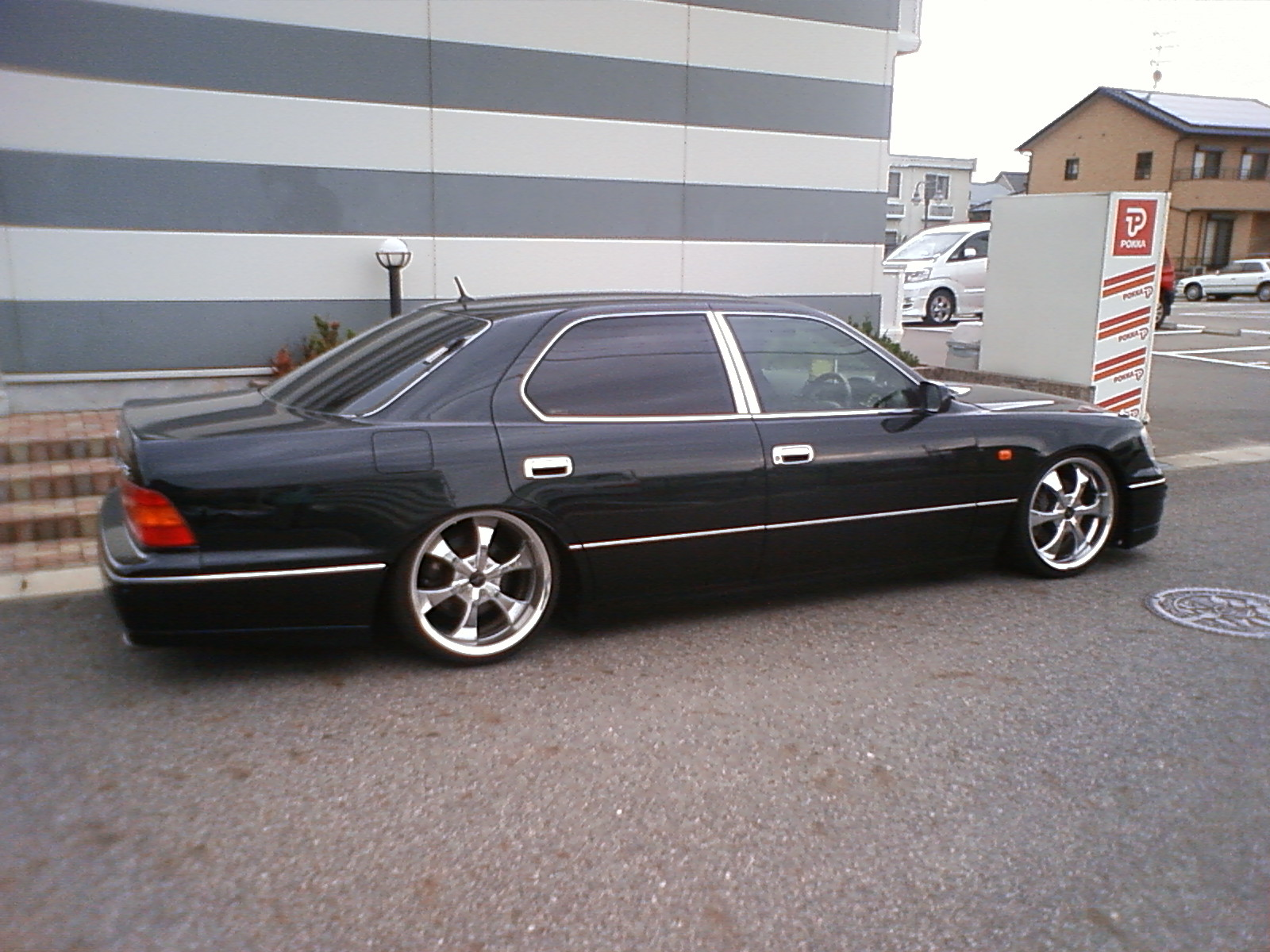
Toyota Celsior, carro muito utilizado no VIP Style.

Vip Style é um estilo de tuning visual criado no Japão para carros grandes e luxuosos. 
É muitas vezes confundido com o Dub style americano o qual mantém algumas características em comum como rodas grandes e interior luxuoso.
O Vip Style se difere do estilo DUB por permitir modificações externas como pára-choques (spoilers), escapamento com bocas largas e over-fenders (aumento na largura dos paralamas).
Possuem também a característica de terem suspensão rebaixada, geralmente com suspensão a ar ou suspensão-de-rosca. Os carros do estilo Vip possuem rodas grandes geralmente com bordas muito largas.
Os carros japoneses mais utilizados nesse estilo são os Toyota Celsior e Majesta, Nissan Cima e President entre outros.

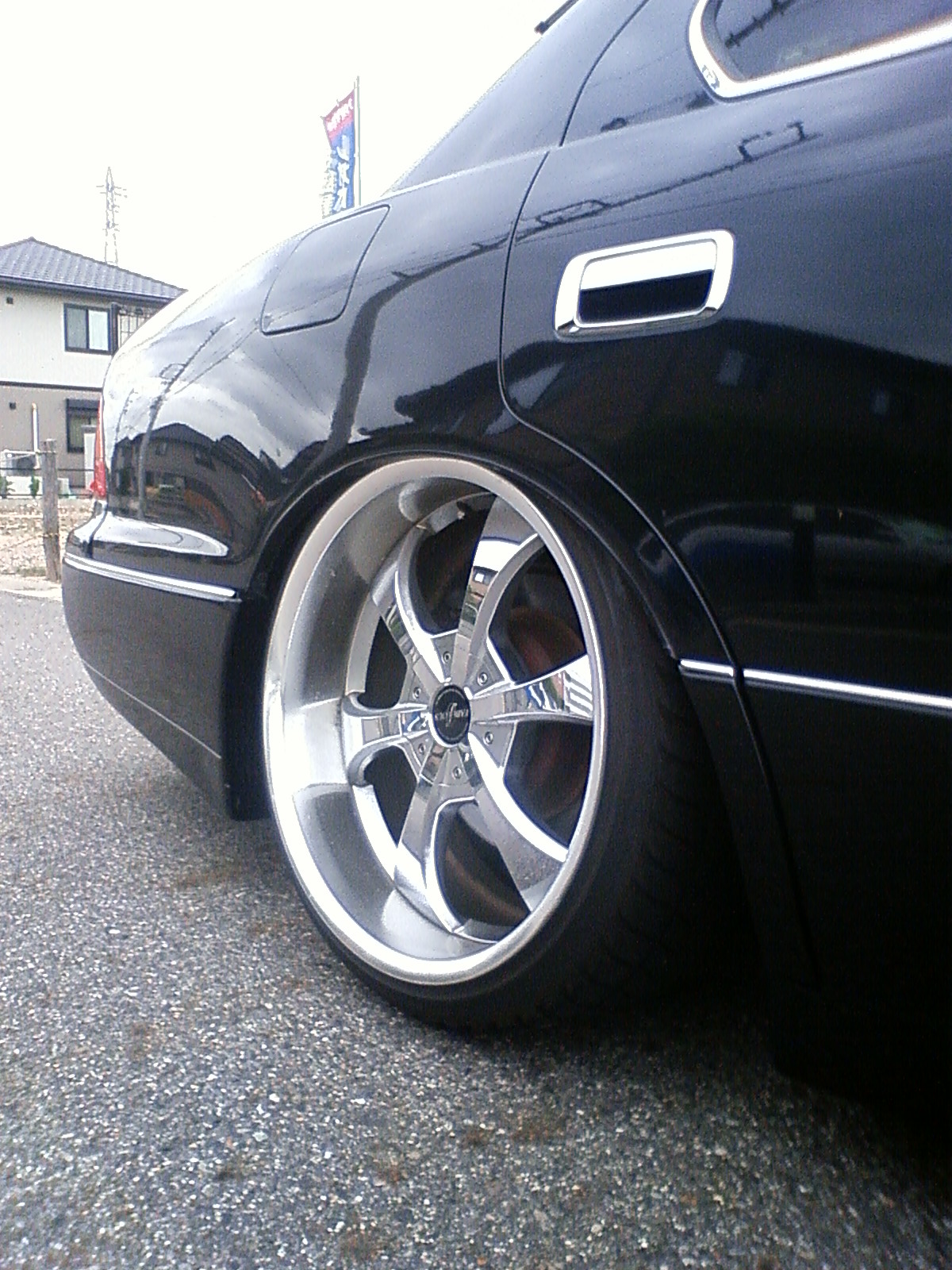
Roda com borda larga típica no estilo VIP.

## Características
1.Sedã de grande porte ou Van.
2.Aero kit completo (não em estilo esportivo mas um estilo mais sóbrio).
3.Over-fender (paralamas alargados para fora).
4.Escapamento com boca larga e grande geralmente redonda ou oval de 4 polegadas para mais (existem também bocais embutidos no parachoque imitando o design dos novos modelos do lexus LS460).
5.Rodas grandes com bordas (LIP) largas.
6.Interior luxuoso ou adaptado para esse fim.